# Edwardsomyia
Edwardsomyia es un género monotípico de dípteros nematóceros perteneciente a la familia Limoniidae. Su única especie: Edwardsomyia chiloensis, es originaria de Chile.